# 昌平親王
昌平親王 (まさひらしんのう、天暦10年（956年） - 応和元年8月23日（961年10月5日））は、平安時代中期の皇族。村上天皇の第六皇子。品位は無品。

## 経歴
天暦10年（956年）村上天皇と女御・藤原芳子の間に第六皇子として生まれる。天徳4年（960年）親王宣下を受けるが、翌応和元年（961年）8月23日薨去。享年6。